# Kabupaten Nias Barat
Kabupaten Nias Barat (engelska: West Nias Regency) är ett kabupaten i Indonesien.   Det ligger i provinsen Sumatera Utara, i den västra delen av landet, 1 300 km nordväst om huvudstaden Jakarta. Antalet invånare är 89 308. Kabupaten Nias Barat ligger på ön Pulau Nias.